# Euopius scutellaris
Euopius scutellaris är en stekelart som beskrevs av Fischer 1967. Euopius scutellaris ingår i släktet Euopius och familjen bracksteklar. Inga underarter finns listade i Catalogue of Life.